# Edgar Aristide Maranta
Edgar Aristide Maranta OFMCap (ur. 9 stycznia 1897 w Poschiavo, zm. 29 stycznia 1975 w Sursee) – szwajcarski duchowny rzymskokatolicki, kapucyn, misjonarz, wikariusz apostolski i arcybiskup Dar es Salaam.

## Biografia
Po ukończeniu gimnazjum kapucyńskiego w Appenzell i w Stans, w 1917 wstąpił do Zakonu Braci Mniejszych Kapucynów w Lucernie. 6 kwietnia 1924 otrzymał święcenia prezbiteriatu i został kapłanem swojego zakonu. W 1925 wyjechał na misje do Tanganiki. W latach 1927–1928 odbył studia z zarządzania oświatą w Londynie. W 1928 został rektorem szkoły w Kwiro.
27 marca 1930 papież Pius XI mianował go wikariuszem apostolskim Dar es Salaam oraz biskupem tytularnym vindyjskim. 17 sierpnia 1930 przyjął sakrę biskupią z rąk delegata apostolskiego Misji Afrykańskich abpa Arthura Hinsleya. Współkonsekratorami byli biskup Port Victoria Louis-Justin Gumy OFMCap oraz wikariusz apostolski Tanganiki Joseph-Marie Birraux MAfr.
25 marca 1953 wikariat apostolski Dar es Salaam został podniesiony do rangi arcybiskupstwa. Tym samym bp Maranta został arcybiskupem Dar es Salaam. Ponadto w latach 1964 - 1966 był administratorem apostolskim administratury apostolskiej Zanzibaru i Pemby. Jako ojciec soborowy wziął udział w soborze watykańskim II. Abp Maranta budował w swojej archidiecezji kościoły, szkoły i szpitale.
W 1962 został Wielkim Oficerem Orderu Zasługi Republiki Włoskiej.
19 grudnia 1968 zrezygnował z katedry, aby arcybiskupem mógł zostać Tanzańczyk. Otrzymał wówczas arcybiskupstwo tytularne Castrum. W 1969 powrócił do Szwajcarii.